# Metropolitanpolisen

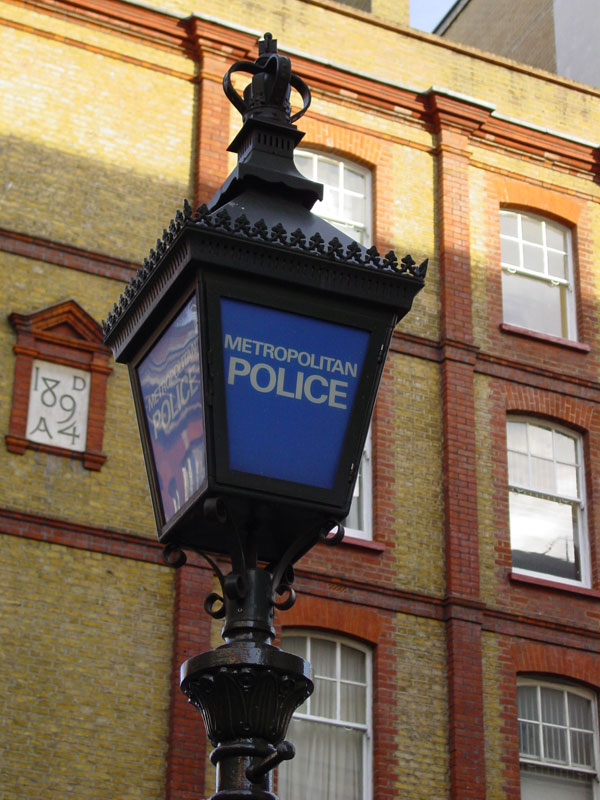
Lamppost utanför polisstationer i London.

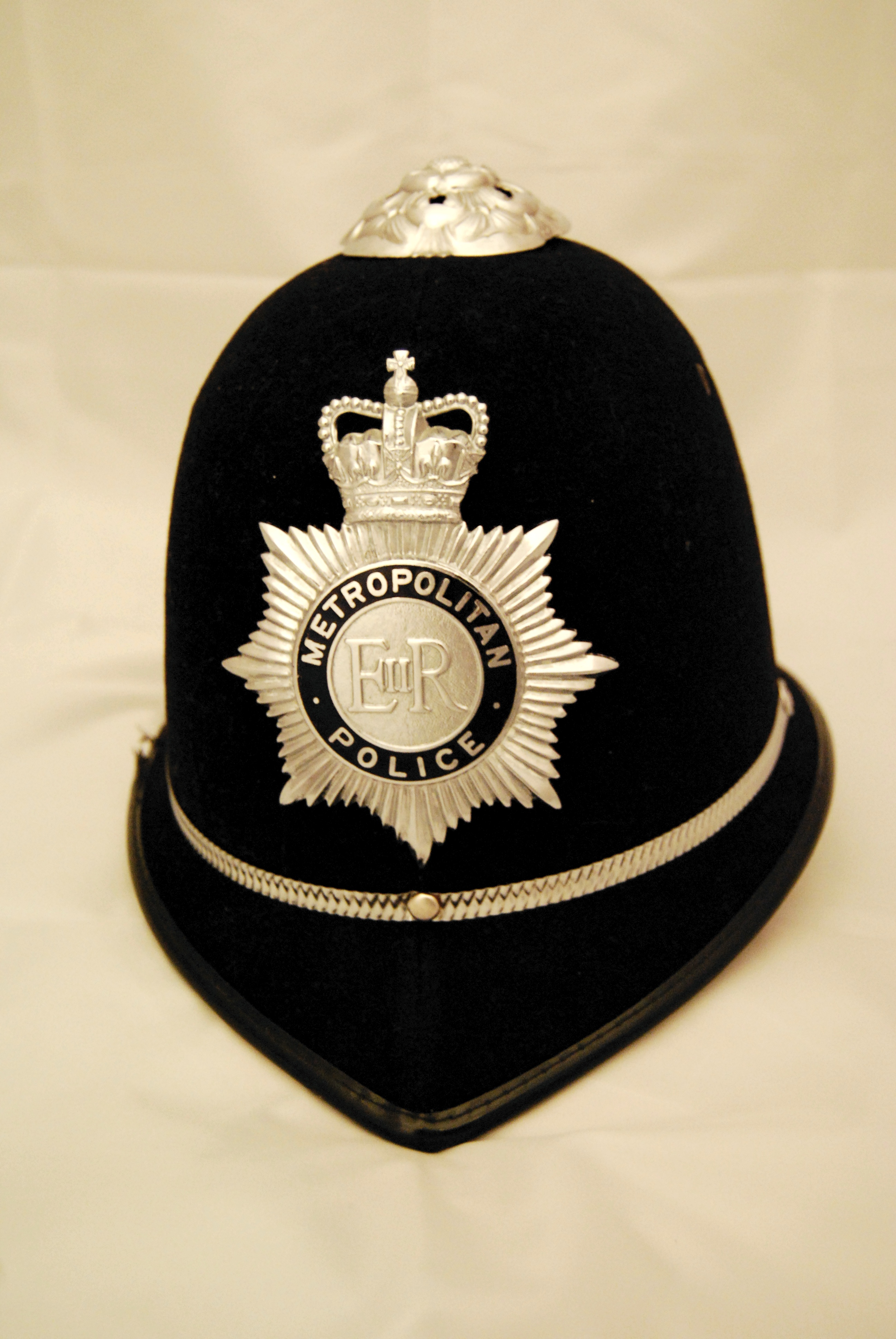
Traditionell kask med Metropolitanpolisens symbol som innehåller Elizabeth II:s monogram och krönt med en heraldisk avbildning av S:t Edvards krona.

Metropolitanpolisen (engelska: Metropolitan Police Service, förkortat MPS; informellt benämnd som The Met eller som metonymen Scotland Yard) är den brittiska polismyndighet som ansvarar för allmän ordning och säkerhet i Storlondon, exklusive City of London (som har egen poliskår).
Metropolitanpolisen är den största polisstyrkan i Storbritannien, med 25 % av polisbudgeten för England och Wales och har en personalstyrka på drygt 43 000 anställda, varav 32 766 är poliser.

## Bakgrund
Metropolitanpolisen grundades på initiativ av inrikesministern Robert Peel efter att parlamentet antog Metropolitan Police Act 1829 och därefter kunglig sanktion erhölls och verksamheten inleddes den 29 september 1829. Genom Metropolitan Police Act 1839 konsoliderades och inkorporerades flera andra brottsbekämpande verksamheter i London, såsom exempelvis Bow Street Runners i Metropolitanpolisen.

### Ledning
Metropolitanpolisen leds av en kommissionär (engelska: Commissioner) som formellt tillsätts av monarken och ansvarar inför Storbritanniens inrikesminister (engelska: Home Secretary). Londons borgmästare gavs ett formellt delat ansvar med inrikesministern för Metropolitanpolisen i och med Police and Social Responsibility Act 2011, men har ingen formell del i tillsättandet av chefsposten.
Inrikesministern har även ett särskilt ansvar för frågor som Metropolitanpolisen utför som går utanför ordningspolisuppdraget i London, exempelvis antiterrorism och personskydd för både kungahuset, premiärministern och andra ministrar.
Högkvarteret benämns av tradition som Scotland Yard, men det har flyttat genom åren från ursprungsadressen.

### Indelning

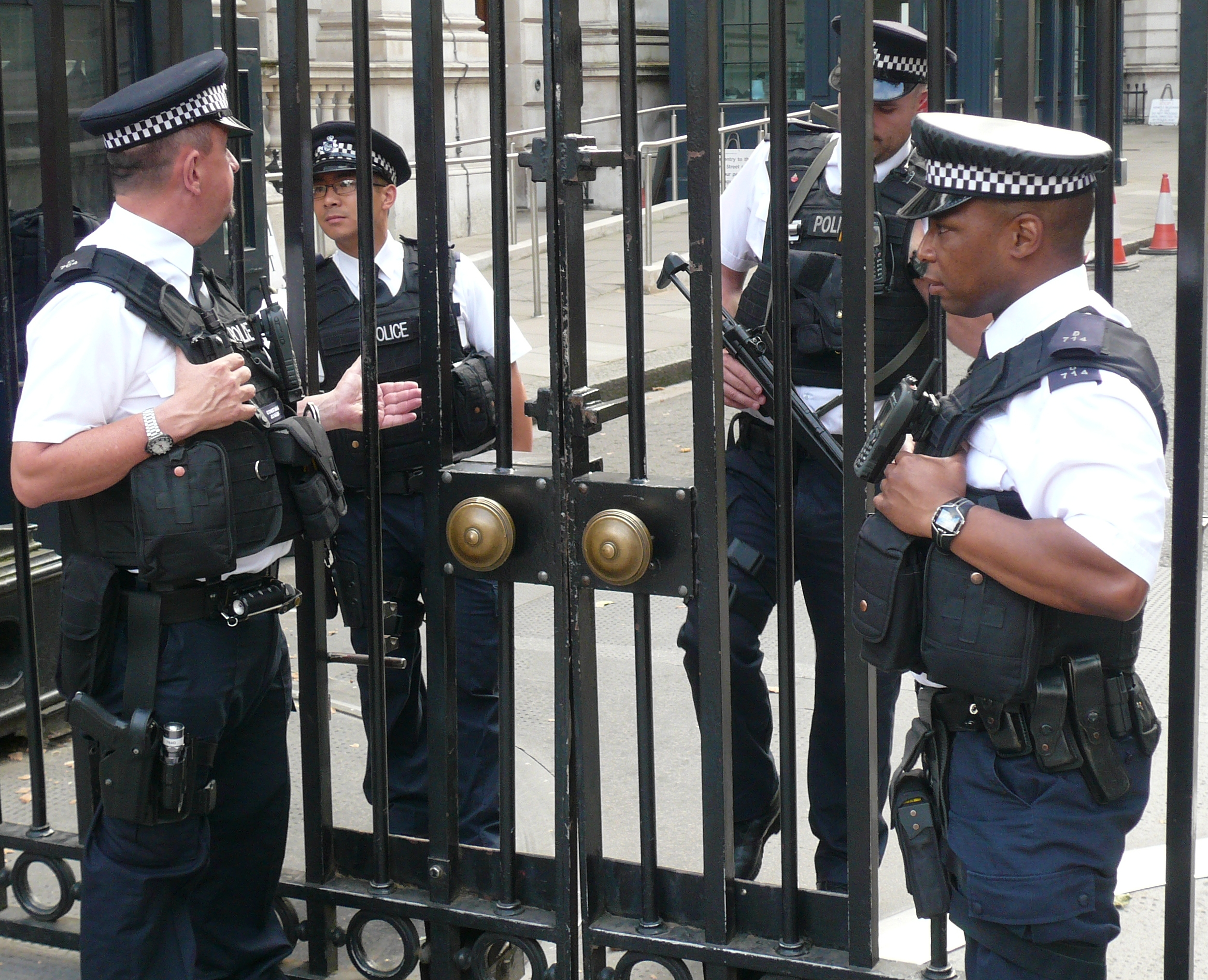
Beväpnad polis utanför 10 Downing Street.

Ordningspolisverksamheten utförs av 33 geografiska divisioner (borough operational command units, BOCUs), som var och en täcker en av Storlondons 32 delar, samt London-Heathrow flygplats. De geografiska divisionerma har ansvaret för lokala polistjänster. Varje division har flera polisstationer.

## Gradbeteckningar
| Nr | 11             | 10                  | 9                      | 8                             | 7          | 6                    | 5              | 4               | 3             | 2           | 1                |  |
| -- | -------------- | ------------------- | ---------------------- | ----------------------------- | ---------- | -------------------- | -------------- | --------------- | ------------- | ----------- | ---------------- |  |
|    |                |                     |                        |                               |            |                      |                |                 |               |             |                  |  |
|    |                |                     |                        |                               |            |                      |                |                 |               |             |                  |  |
|    | Commissioner   | Deputy Commissioner | Assistant Commissioner | Deputy Assistant Commissioner | Commander  | Chief Superintendent | Superintendent | Chief Inspector | Inspector     | Sergeant    | Police Constable |  |
|    | myndighetschef | vice myndighetschef | avdelningschef         | vice avdelningschef           | enhetschef | distriktschef        |                |                 | stationsbefäl | yttre befäl |                  |  |
|    |                |                     |                        |                               |            |                      |                |                 |               |             |                  |  |